# Parigi-Bruxelles 1991
La Parigi-Bruxelles 1991, settantunesima edizione della corsa, si svolse il 18 settembre 1991 su un percorso di 253 km, con partenza da Noyon e arrivo ad Anderlecht. Fu vinta dal danese Brian Holm della Histor-Sigma davanti al tedesco Olaf Ludwig e al belga Johan Museeuw.

## Ordine d'arrivo (Top 10)
| Pos. | Corridore          | Squadra                 | Tempo    |
| ---- | ------------------ | ----------------------- | -------- |
| 1    | Brian Holm         | Histor-Sigma            | 6h03'10" |
| 2    | Olaf Ludwig        | Panasonic-Sportlife     | a 7"     |
| 3    | Johan Museeuw      | Lotto-Superclub         | s.t.     |
| 4    | Christophe Capelle | Z-Peugeot               | s.t.     |
| 5    | Wiebren Veenstra   | Buckler                 | s.t.     |
| 6    | Andreas Kappes     | Histor-Sigma            | s.t.     |
| 7    | Benny Van Brabant  | SEFB-Saxon-Gan          | s.t.     |
| 8    | Christian Chaubet  | Toshiba                 | s.t.     |
| 9    | Johan Capiot       | TVM-Sanyo               | s.t.     |
| 10   | Danny Neskens      | La William-Saltos-Duvel | s.t.     |